# L'Armoire (Maupassant)
Pour les articles homonymes, voir L'Armoire.
L'Armoire est une nouvelle de Guy de Maupassant, parue en 1884. Elle met en scène un dialogue entre une prostituée et son client qui se passe à Paris dans la chambre de la prostituée.

## Historique
Signée Maufrigneuse L'Armoire est initialement publiée dans le quotidien Gil Blas du 16 décembre 1884.

## Résumé
Un homme solitaire décide de sortir un soir à Paris. Il rencontre une prostituée qui lui raconte sa vie. Chez elle, il entend des bruits suspects; il s'avère que le narrateur trouve le fils de la prostituée dans l'armoire.

## Éditions
- 1884 - L'Armoire, dans Gil Blas
- 1886 - L'Armoire, dans Toine aux éditions Marpon-Flammarion, coll. Bibliothèque illustrée.
- 1979 - L'Armoire, dans Maupassant, Contes et Nouvelles, tome II, texte établi et annoté par Louis Forestier, éditions Gallimard, Bibliothèque de la Pléiade.

## Structure narrative
L’histoire dure toute une nuit. D’abord aux Folies Bergère, le temps de la rencontre, puis chez la prostituée, rue des martyrs. La nouvelle est composée d’un récit-cadre dont le narrateur est le client. Elle met en scène un dialogue entre une prostituée et celui-ci. Durant leur échange, la prostituée est amenée à parler de ses conquêtes passées. Elle parle de deux hommes : le canotier et Mr Alexandre. Ce sont des récits enchâssés composés d’analepses. La prostituée parle d’abord du canotier, homme plutôt aisé qu’elle prétend être le père de son enfant pour toucher une pension. Puis elle raconte la vérité sur la relation qu'elle a eue avec Mr Alexandre, véritable père de son fils.

## Le thème de la nouvelle
Cette nouvelle aborde le thème des prostituées qui se retrouvent seules avec un enfant. La prostituée doit avoir un travail en plus d’élever son enfant. Elle se prostitue mais n’a pas assez d’argent pour le mettre en pension et avoir une chambre supplémentaire. Tout d’abord, nous remarquons l’emploi du champ lexical de la tristesse avec des termes tels que « l’enfant pleurait », « j’avais envie de pleurer ». De plus l’utilisation d’adjectifs comme « chétif » pour décrire l’enfant ou bien « froide et sombre » pour décrire l’armoire nous montre la pauvreté de la dame et de son enfant.